# Electric Eye Records
La Electric Eye è stata una etichetta discografica italiana fondata da Claudio Sorge ed attiva negli anni ottanta in Italia.

## Storia
La Electric Eye nasce nel 1982 su iniziativa di Claudio Sorge e di un gruppo di giornalisti attivi nella rivista Rockerilla.
Il primo disco pubblicato, Gathered, fu una delle prime compilation di rock italiane.
Dopo i primi anni in cui le pubblicazioni erano decisamente più indirizzate sulla new wave e punk, sulla fine degli anni ottanta l'etichetta prese un indirizzo decisamente più garage-punk.

## Artisti che hanno pubblicato con la Electric Eye
- B-Sides
- Bahnhof
- The Birdmen of Alkatraz
- Blaue Reiter
- Boohoos
- Death SS
- Diaframma
- Dirty Actions
- Eazycon
- Effervescent Elephants
- The Electric Shields
- Die Form
- Four By Art
- Frigidaire Tango
- Funhouse
- Hippy Wolfbones
- Jeunesse d'ivoire
- Karnak
- Kirlian Camera
- Litfiba
- Modo
- Monuments
- Not Moving
- Pankow
- Polyactive
- Pression X
- The Primeteens
- Rebels Without a Cause
- Rinf
- SS-20
- The Sick Rose
- Starfuckers
- State of Art
- Steeplejack
- Style Sindrome
- The Ugly Things
- Victrola
- Vox Rei
- Wax Heroes
- X Rated